# Allenwood (New Jersey)
Allenwood est une census-designated place située dans le comté de Monmouth, dans l’État du New Jersey, aux États-Unis. Lors du recensement de 2020, elle compte 954 habitants.